# Billuddens naturreservat
Billudden är ett naturreservat beläget i Älvkarleby kommun i nordligaste Uppland i Uppsala län. Den yttre delen av reservatet fridlystes redan 1929 efter ett aktivt arbete av Rutger Sernander (1866–1944) som var professor i växtbiologi på Uppsala universitet. Sernander är även känd som en av grundarna till Svenska Botaniska Föreningen.
Reservatet har en yta på 19,3 km², varav 1,86 km² är land. Det utgörs av flera uddar och öar i Dalälvens utlopp och är den nordligaste delen av Uppsalaåsen. Billuddens mark är kalkrik, vilket innebär en flora med bland annat havtorn vid stränderna och längre in tallskog följt av granskog med en rik örtflora.
Landhöjningen är betydande i området och varje år höjs landet med ungefär sju millimeter. Området var länge ett öppet landskap och de äldsta träden (tall Pinus sylvestris) som finns i området idag är ungefär tvåhundra år gamla.

## Brämsand
Brämsand flygsandfält är Upplands största område med flygsand och är beläget på den östra sidan av Dalälvens mynning i Gävlebukten. Närmaste samhälle är Skutskär på andra sidan älven. Billudden utgör största delen av reservatets landareal. Områdets naturvärden har formats av det kalkrika åsmaterialet, landhöjningen och Dalälvens mynning i havet.
Stora delar av naturreservatet på land utgörs av sanddyner och flygsandfält. De var länge öppna ut mot havet och kunde flytta på sig, men redan i början av 1800-talet började de öppna delarna planteras igen med tall för att förhindra sandvandringen. Kring sekelskiftet planterades med samma avsikt även bergtall (Pinus mugo) på flygsanden. På senare tid har länsstyrelsen bekämpat bergtallen i området, då den inte är ursprunglig på området utan införd av människan i modern tid.
I den kalkrika sandtallskogen på 33 hektar inne i naturreservatet växer särskilt under hösten ett stort antal svamparter.

## Bad och camping
Vid Rullsand-Brämsand finns allmänna bad och ett campingområde.